# Tabomeeres dolera
Tabomeeres dolera là một loài bướm đêm trong họ Noctuidae.